# Charlotte-Rose-Émilie de Sainte-Amaranthe
Charlotte-Rose-Émilie Davasse de Saint-Amarand (18 de julio de 1773-17 de junio de 1794) fue una salonnière francesa.

## Biografía
Hija de Jeanne-Louise-Françoise de Sainte-Amaranthe y esposa de Charles de Sartine, hijo del ministro de policía Antoine de Sartine, Émilie de Sainte-Amaranthe formó parte del "50", un salón de juegos propiedad de su madre situado en el número 50 del Palacio Real. En sus memorias, el conde de Tilly menciona el salón de juegos así como su vano intento por conquistar a Émilie.
A pesar de haber contraído matrimonio con el conde de Sartine en 1792 en Ruan, donde su familia había buscado refugio durante las masacres de septiembre, Émilie estaba enamorada en secreto del cantante François Elleviou. En la primavera de 1793, Madame de Sartine se retiró al castillo de Sucy-en-Brie, el cual había sido adquirido por su madre gracias a los fondos retirados de su negocio.
Comprometida en el proceso de los camisas rojas, Émilie fue condenada a muerte y ejecutada junto con su madre y su hermano, Louis de Sainte-Amaranthe, de dieciséis años, el 17 de junio de 1794. Poco antes de la ejecución, tras haber sido vestidos los cincuenta y cuatro condenados con prendas rojas, Émilie dijo a su madre: "Mira, mamá. Es gracioso, ¡todos estos abrigos rojos! ¡Parecemos cardenales!".
Según el historiador Lenôtre:

Madame de Sainte-Amaranthe, medio enloquecida por el horror, gritó, implorando que se le permitiese morir antes que sus hijos. Los verdugos se llevaron (a su hijo de dieciséis años Louis), y la cuchilla volvió a caer. 

Su madre se desmayó, y no vio más. Entonces Émilie apareció sobre la plataforma; y cuando el velo rojo fue arrancado de sus hombros, su escultural belleza era tan trascendente que los devotos de la guillotina, a quienes pagaron para aplaudir, se quedaron mudos de admiración, y permanecieron boquiabiertos, con las manos apretadas. Los verdugos la empujaron bruscamente sobre la máquina empapada de sangre, y el tercer golpe cayó. Entonces la forma inerte de Madame de Sainte-Amaranthe fue arrastrada sobre el cadalso: ella ya estaba muerta cuando su cabeza cayó. Y el montón de cadáveres sin cabeza creció gradualmente, y el cadalso se cubrió de sangre. La escena continuó durante veintiocho minutos.

Tras la ejecución de Émilie, las mujeres de París empezaron a llevar sobre los hombros un pañuelo rojo en su honor, llamado "nemesis".